# Rhotana semiopalina
Rhotana semiopalina är en insektsart som beskrevs av Frederick Arthur Godfrey Muir 1926. Rhotana semiopalina ingår i släktet Rhotana och familjen Derbidae. Inga underarter finns listade i Catalogue of Life.